# QuickSolution
QuickSolutionは、形態素とN-Gramの技術要素を持つ商用全文検索エンジン。
2016年～2024年にかけて8年連続でシェアNo.1を獲得するなど、エンタープライズサーチ市場における主要製品である。
あいまい検索(類似検索)、完全一致検索(キーワード検索)、属性検索の3つを組合せた検索が可能。RAG（検索拡張生成）技術を応用して社内情報をもとに生成AIが質問応答する機能も併せ持つ。

## 歴史
2000年　産学官連携による共同研究で開発された。コア・アルゴリズムは「未踏テキスト情報中のキーワードの自動抽出システム」というテーマのもと豊橋技術科学大学（TUT）梅村研究室が開発し、その成果のJava化、評価、製品への取り込みを住友電工／住友電工情報システムが行った。その際、従来はサフィックス・アレイという方式だったが、転置ファイルという形式に独自のアレンジを加えて試したところ、検索速度が約100倍に向上した。
2001年　販売開始
2015年4月　検索エンジンのアルゴリズムを一新したVer.10をリリース
2020年2月　Ver.11.3をリリース
2024年4月　生成AI連携（RAG）機能をリリース
2025年2月　Ver.13.4をリリース。検索対象としてGaroonに対応、ほか